# Tot esperant el Rei
Tot esperant el Rei (títol original en anglès, A Hologram for the King) és una comèdia dramàtica de 2016 escrita i dirigida per Tom Tykwer i basada en la novel·la homònima de 2012 de Dave Eggers. La pel·lícula, protagonitzada per Tom Hanks, explica com un home de negocis en fallida viatja a l'Aràbia Saudita per a proposar un acord econòmic al seu monarca. Ha estat doblada al català.

## Argument
2010: abans de la Primavera Àrab i en plena Gran Recessió, Alan Clay és un empresari estatunidenc que ha tingut algunes inversions fallides, ha perdut també la casa i s'ha divorciat. Desesperat i deprimit, viatja a l'Aràbia Saudita per a vendre un sistema de teleconferència hologràfica al govern del país. Les situacions en què es troba, algunes de rocambolesques, retraten la realitat social del país i el xoc de civilitzacions entre el món occidental i el món àrab (i, de retop, el món oriental).

## Repartiment
- Tom Hanks: Alan Clay
- Alexander Black: Yousef
- Sarita Choudhury: Zahra
- Sidse Babett Knudsen: Hanne
- Ben Whishaw: Dave
- Tom Skerritt: Ron